# August Schleicher
August Schleicher (Meiningen, 19 de febrero de 1821-Jena, 6 de diciembre de 1868) fue un lingüista germano. Su obra más importante es Compendium der vergleichenden Grammatik der indogermanischen Sprachen (Compendio de la gramática comparativa de los idiomas indoeuropeos), en la cual intenta reconstruir el idioma protoindoeuropeo.

## Biografía
August Schleicher nació en Meiningen, al sudeste de Weimar, en los bosques de Turingia. Inició su carrera estudiando Teología e Indoeuropeo, especialmente idiomas eslavos. Influido por Hegel, elaboró la teoría del idioma como un organismo vivo; con períodos de desarrollo, madurez y declive. En 1850 Schleicher terminó una monografía que describía sistemáticamente los idiomas europeos, Die Sprachen Europas in systematischer Übersicht (Las lenguas de Europa en sincronía). Presentó las lenguas como organismos naturales que podrían describirse más convenientemente, usando términos de la biología, como, por ejemplo, género, especie y variedad. Schleicher afirmó que él mismo se había convencido de la descendencia natural y competencia de las lenguas antes de haber leído El origen de las especies de Darwin. 
Inventó un sistema de clasificación de los idiomas semejante a la taxonomía botánica, trazando grupos de lenguas vinculadas y clasificándolas en un árbol genealógico. Este modelo, denominado Stammbaumtheorie (teoría del árbol genealógico), tuvo un mayor desarrollo en el estudio de las lenguas indoeuropeas. Para mostrar la forma indoeuropea, escribió un cuento breve en esta lengua muerta. En la fábula de Schleicher La oveja y los caballos, ejemplificaba tanto las palabras como la cultura. 
Introdujo una representación gráfica de un Stammbaum en sus artículos de 1853. Al tiempo que publicaba Deutsche Sprache (Lengua alemana, 1860), comenzó a utilizar los árboles genealógicos para mostrar las ramificaciones de las distintas lenguas. Schleicher ha sido reconocido como el primer lingüista que empleó este sistema del árbol para demostrar el desarrollo de las lenguas. En su mayoría, sin embargo, se apropió de las ideas de Darwin y las introdujo en el estudio de las lenguas, creando así un proyecto importante que derivó de la influencia del Romanticismo alemán y de las ideas de otros lingüistas, como Humboldt o Hegel.
August Schleicher falleció de tuberculosis a la edad de 47 años en Jena (Turingia).